# أندري كلو
أندريه كلو (9 نوفمبر 1909 – 15 نوفمبر 2002) كان مؤرخًا وكاتبًا فرنسيًا.

## الصحافة
عمل كلو من عام 1936 إلى عام 1942 في وكالة الأنباء هافاس، ومن عام 1943 إلى عام 1945 في راديو برازافيل، وأخيرًا من عام 1945 حتى تقاعده من عمله في وكالة فرانس برس.

## تاريخ الدول الإسلامية
عاش لسنوات عديدة في تركيا وبلدان الشرق الأوسط والأدنى، وكان خبيرًا في الإسلام.
أصدر كتبًا عديدة عن تاريخ وثقافة الدول الإسلامية.

## أعماله
- إسبانيا مسلمة. القرن الثامن إلى الخامس عشر. بيرين، باريس 1999،(ردمك 2-262-01425-6) .
- مصر المماليك : إمبراطورية العبيد 1250-1517 ، بيرين، باريس 1999،(ردمك 2-262-01030-7) .
- ليه غراند موغولز ، 1993. طبعات بلون، باريس 1993،(ردمك 2-259-02698-2) .
- محمد الثاني، الفاتح بيزانس (1432-1481) ، بيرين، باريس 1990،(ردمك 2-262-00719-5) .
- هارون الرشيد وزمن "ميل وليل". فيارد، باريس 1986،(ردمك 2-213-01810-3) . (النسخة الإنجليزية: هارون الرشيد وعالم ألف ليلة وليلة ؛ ترجمة جون هاو، دار الساقي، نيويورك 2005م).(ردمك 0-86356-550-6) )
- سليمان لو ماجنيفيك ، فيارد، باريس 1983،(ردمك 2-213-01260-1) . (النسخة الإنجليزية: سليمان القانوني: الرجل، حياته، عصره . ترجمة ماثيو ج. ريز، كتب الساقي، نيويورك 1992،(ردمك 0-86356-126-8) ).